# Липтовська Тепличка
Липтовська Тепличка або Липтовська Теплічка (словац. Liptovská Teplička) — село в Словаччині, Попрадському окрузі Пряшівського краю. Розташоване в північній Словаччині на північних схилах Низьких Татер в північній частині басейну річки Чорний Ваг.
Уперше згадується у 1634 році.
У селі є римо-католицький костел з 1759 року в стилі бароко.
Поруч протікає Ждярський потік.

## Населення
| Рік:            | 1994. | 2004.   | 2014.   | 2024.   |
| --------------- | ----- | ------- | ------- | ------- |
| Кількість осіб: | 2180  | 2293    | 2434    | 2362    |
| Різниця:        |       | +5,18 % | +6,14 % | -2,95 % |

| Рік:            | 2023. | 2024.   |
| --------------- | ----- | ------- |
| Кількість осіб: | 2380  | 2362    |
| Різниця:        |       | -0,75 % |

В селі проживає 2373 осіб.
Національний склад населення (за даними останнього перепису населення — 2001 року):
- словаки — 84,58 %,
- цигани — 14,84 %,
- поляки — 0,09 %,
- чехи — 0,04 %,
- угорці — 0,04 %,

Склад населення за приналежністю до релігії станом на 2001 рік:
- римо-католики — 99,12 %,
- протестанти — 0,04 %,
- не вважають себе віруючими або не належать до жодної з вищезгаданих конфесій — 0,89 %